# Midsommardansen
För andra betydelser, se midsommardans.
Midsommardansen är en svensk dramafilm från 1971 i regi av Arne Stivell och med manus av Rune Lindström. I rollerna ses bland andra Stefan Ekman, Hans Ernback och Monica Ekman.

## Handling
En grupp ungdomar har samlats på landet för att fira midsommar. På hemresan krockar en buss och en bil i vilka flera av deltagarna färdas och många omkommer.

## Rollista (i urval)
- Stefan Ekman – Paavo
- Hans Ernback – Pekka, Paavos halvbror
- Monica Ekman – Kirsti, Pekkas fru
- Lissi Alandh – Helena, sjuksköterska
- Tor Isedal – Helmelä
- Tommy Johnson – Lasse, busschaufför
- Bengt Eld – Jussi
- Christer Söderlund – Risto, Jussis bror
- Bernt Lundquist – Hiltunen
- Rolf Demander – Antti
- Christer Rahm – volontären
- Bo Persson – Immo, mannen i kassan
- Rose-Marie Nordenbring – raggarbrud
- Sven Erik Vikström – komikern, skådespelare
- Per-Axel Arosenius – histrionen, skådespelare
- Hans Jarkell – Ville, fyllo
- Kristina Ernback – Helenas syster
- Kim Anderzon – Raija
- Nils Hallberg – fyllo på toaletten

### Ej krediterade
- Manne Schulman – fyllo på toaletten
- Krister Ekman – bilförare vid olyckan
- Ann Zacharias – flicka i olycksbilen
- Arne Stivell – busschaufför
- Lars Kagg – medlem av dansorkestern
- Juliano Cardellie – medlem av dansorkestern
- Lars Norlander – medlem av dansorkestern
- Göran Wester – medlem av dansorkestern
- Kenneth Widell – medlem av dansorkestern

## Om filmen
Inspelningen ägde rum mellan den 13 juni och 30 september 1970 i Gustavsberg i Värmdö kommun, Ekenäs i Finland samt på Åland. Förlaga var romanen med samma namn av den finske författaren Hannu Salama. Producent under inspelningen var Stivell och P.G. Lindén, fotograf Jan Lindeström och klippare Bengt G. Eriksson.